# Čačinci
Čačinci (srbsky Чачинци, maďarsky Csacsince) jsou sídlo a správní středisko stejnojmenné opčiny v Chorvatsku ve Viroviticko-podrávské župě. Nachází se asi 8 km severně od Orahovice a asi 18 km jihovýchodně od Slatiny. V roce 2011 žilo v Čačincích 2 110 obyvatel, v celé opčině pak 2 802 obyvatel.
Součástí opčiny je celkem deset trvale obydlených sídel. Dříve byly součástí opčiny i vesnice Klenik a Lištrovac. Nacházejí se zde i zaniklé vesnice Krasković a Prekoračani, které jsou stále považovány za samostatná sídla.
- Brezovljani Vojlovički – 50 obyvatel
- Bukvik – 199 obyvatel
- Čačinci – 2 110 obyvatel
- Humljani – 129 obyvatel
- Krajna – 15 obyvatel
- Paušinci – 168 obyvatel
- Pušina – 33 obyvatel
- Rajino Polje – 30 obyvatel
- Slatinski Drenovac – 50 obyvatel
- Vojlovica – 18 obyvatel

Opčinou prochází státní silnice D2 a župní silnice Ž4062, Ž4069 a Ž4253. Severozápadně protéká řeka Čađavica.